# Pa Modou Jagne
Pa Modou Jagne (Banjul, 26 de dezembro de 1989) é um futebolista gambiano que atua como zagueiro ou lateral-esquerdo. Atualmente joga pelo FC Dietikon.

## Carreira
Após defender o Gambia Ports Authority em 2007, Jagne atua desde 2008 no futebol da Suíça, inicialmente defendendo o Wil em 26 partidas. Teve ainda passagem destacada pelo St. Gallen por 4 temporadas antes de ser contratado pelo Sion em julho de 2013, numa transferência sem custos e fazendo sua estreia contra o Young Boys, atuando os 90 minutos. Seu primeiro gol pela equipe foi contra o Luzern, em março de 2014.
Ele ainda defendeu o Zürich em 2 passagens: a primeira teve início em julho de 2017 contra o Grasshopper e durou 52 jogos, com 3 gols marcados. Chegou a ser liberado após o final de seu vínculo com o FCZ, mas voltou ao clube em setembro de 2019, permanecendo até o final da temporada, quando deixou de vez o Zürich após atuar 18 vezes.
Jagne ficou sem atuar durante boa parte da temporada 2020–21, até assinar com o FC Dietikon, equipe da quinta divisão suíça.

## Seleção Gambiana
Jagne estreou pela seleção da Gâmbia em junho de 2006, contra Cabo Verde, com apenas 16 anos de idade. É o recordista em partidas oficiais com a camisa dos Escorpiões, com 39 partidas disputadas.

## Títulos
Gambia Ports Authority
- Copa da Gâmbia: 2007
- Supercopa da Gâmbia: 2007

St. Gallen
- Challenge League: 2011–12[7]

Sion
- Copa da Suíça: 2014–15[7]

FC Zürich
- Copa da Suíça: 2017–18[7]